# Матроська сільська рада
Матро́ська сільська́ ра́да — колишня адміністративно-територіальна одиниця та орган місцевого самоврядування в Ізмаїльському районі Одеської області. Адміністративний центр — село Матроска.

## Загальні відомості
- Територія ради: 57,31 км²
- Населення ради: 2 259 осіб (станом на 2001 рік)
- Територією ради протікає річка Дунай

## Населені пункти
Сільській раді підпорядковані населені пункти:
- с. Матроска

## Населення
За переписом населення 2001 року в сільській раді мешкали 2252 особи.

### Мова
Розподіл населення за рідною мовою за даними перепису 2001 року:
| Мова       | Відсоток |
| ---------- | -------- |
| українська | 83,4 %   |
| російська  | 12,39 %  |
| молдовська | 1,99 %   |
| болгарська | 1,37 %   |
| білоруська | 0,4 %    |
| гагаузька  | 0,09 %   |
| німецька   | 0,04 %   |
| польська   | 0,04 %   |

## Склад ради
Рада складалася з 16 депутатів та голови.
- Голова ради:

### Депутати
За результатами місцевих виборів 2010 року депутатами ради стали:

#### За суб'єктами висування
| Суб'єкт висування | Кількість обраних депутатів | %    |
| ----------------- | --------------------------- | ---- |
| Самовисування     | 15                          | 93,8 |
| Народна партія    | 1                           | 6,3  |

#### За округами
| № округу       | Прізвище, ім'я, по батькові      | Дата визнання обраним | Освіта             | Партійна приналежність                        | Відомості про обраного депутата                                              |
| -------------- | -------------------------------- | --------------------- | ------------------ | --------------------------------------------- | ---------------------------------------------------------------------------- |
| Народна Партія |                                  |                       |                    |                                               |                                                                              |
| 4              | Брусова Наталія Миколаївна       | 04.11.2010            | вища               | член Народної партії                          | тимчасово не працює                                                          |
| Самовисування  |                                  |                       |                    |                                               |                                                                              |
| 1              | Шелестюк Олександр Володимирович | 04.11.2010            | вища               | член Всеукраїнського об'єднання «Батьківщина» | Матроська загальноосвітня школа, заступник директора з внутрішньої безпеки   |
| 2              | Діденко Павло Михайлович         | 04.11.2010            | середня            | позапартійний                                 | Ізмаїльське управління газового господарства, слюсар                         |
| 3              | Гончаренко Володимир Васильович  | 04.11.2010            | середня            | член Партії регіонів                          | приватний підприємець                                                        |
| 5              | Фурдуй Володимир Ілліч           | 04.11.2010            | середня            | позапартійний                                 | Ізмаїльський морський торговельний порт, електромонтер                       |
| 6              | Чайковський Віктор Тимофійович   | 04.11.2010            | середня            | позапартійний                                 | база технічного обслуговування флоту, машиніст-компресорник                  |
| 7              | Фурдуй Ілля Федорович            | 04.11.2010            | середня спеціальна | позапартійний                                 | Ізмаїльський морський торговельний порт, майстер дільниці ПКМ                |
| 8              | Гончаренко Тамара Гільдіївна     | 04.11.2010            | середня спеціальна | позапартійна                                  | пенсіонер                                                                    |
| 9              | Дмитрієва Тетяна Олексіївна      | 04.11.2010            | середня спеціальна | позапартійна                                  | управління праці та соціального захисту населення, соціальний працівник      |
| 10             | Забурдаєва Інна Борисівна        | 04.11.2010            | вища               | член Партії регіонів                          | Матроська сільська рада, головний бухгалтер                                  |
| 11             | Фурдуй Ганна Дем'янівна          | 04.11.2010            | середня            | позапартійна                                  | пенсіонер                                                                    |
| 12             | Брусановська Зінаїда Іванівна    | 04.11.2010            | вища               | член Народної партії                          | Матроська сільська рада, секретар                                            |
| 13             | Мариморич Світлана Олексіївна    | 04.11.2010            | середня спеціальна | член Політичної партії «Наша Україна»         | управління праці та соціального захисту населення, соціальний працівник      |
| 14             | Афанасенко Надія Яковлівна       | 04.11.2010            | середня спеціальна | член Всеукраїнського об'єднання «Батьківщина» | Матроська загальноосвітня школа, заступник директора з господарської частини |
| 15             | Діма Алла Миколаївна             | 04.11.2010            | середня            | позапартійна                                  | тимчасово не працює                                                          |
| 16             | Єфименко Інна Василівна          | 04.11.2010            | вища               | позапартійна                                  | загальноосвітня школа № 4 м. Ізмаїл, вчитель                                 |